# Filippo Roma
Filippo Roma (Roma, 16 gennaio 1970) è un personaggio televisivo italiano.

## Biografia
Dopo aver conseguito la maturità classica, si laurea in Economia e commercio all’Università degli Studi di Roma "La Sapienza" nel 1995. Muove i primi passi nel mondo dello spettacolo quando, assieme al suo ex compagno di banco del liceo, Alessandro Sortino, scrive con Mario Monicelli la sceneggiatura del cortometraggio Topi di appartamento, presentato fuori concorso al Festival del cinema di Venezia del 1997. 
Dal 2004 diventa "inviato" per il programma televisivo Le Iene, dove ha iniziato indossando i panni del "Moralizzatore", ossia un personaggio che tenta di portare "sulla retta via" gli interlocutori delle proprie interviste. Innumerevoli sono state le “vittime” delle sue prediche, tra cui Francesco Totti, Sylvester Stallone, Diego Armando Maradona e Belén Rodríguez. Nel corso degli anni, si è poi specializzato nel raccontare i fatti e i misfatti della politica italiana. Tra le inchieste più importanti ricordiamo: I Portaborse in nero (2006-2017), Le firme false del Movimento 5 Stelle a Palermo (2016), per la quale gli è stato assegnato il Premio Mario Francese, La compravendita dei voti degli italiani all’estero (2018), Le false restituzioni dei Parlamentari 5 Stelle (2018), grazie alla quale ha vinto il premio giornalistico Premiolino.
Famoso è anche il servizio dedicato all’attore Luca Barbareschi (2012), ai tempi deputato nelle file de Il Popolo della Libertà, quando Filippo Roma gli chiese conto delle sue assenze in Parlamento e lui rispose a suon di calci e schiaffi. Del 2011 è invece il servizio dedicato ai “ladri di monete” della Fontana di Trevi, quando Filippo Roma documentò l’esistenza di una banda che ogni lunedì mattina sottraeva le monete lanciate dentro la fontana dai turisti. Mentre intervistava il “pescatore” che raccoglieva le monete dal fondale, un suo complice sopraggiunse alle spalle di Filippo Roma e lo scaraventò nella fontana. Un altro filone di servizi tipico di Filippo Roma è dedicato ai cosiddetti “Furbetti del Cartellino”, cioè i dipendenti pubblici che una volta timbrato il cartellino, anziché andare a lavorare, se ne vanno in giro a farsi gli affari propri. Dal 2018 al 2021, oltre ad essere inviato, è anche conduttore de Le Iene insieme ad altri colleghi.
Nel 2014 ha pubblicato libro Diario di una Iena, un resoconto con aneddoti e retroscena relativi alla sua decennale militanza nel programma di Italia 1. Ha recitato inoltre nel film Pazze di me, del 2013, nel quale ha interpretato il ruolo di un prete.  Nell'estate del 2016 ha condotto insieme ad Umberto Alezio il programma radiofonico I Fuoriposto, in onda su Radio 24. Nota la sua passione per la Roma, da sempre tifoso dei giallorossi, non ha mai fatto mistero delle sue presenze allo Stadio Olimpico per tifare la sua squadra del cuore.  Nel 2024 ha confezionato un servizio televisivo con un presunto arbitro di Serie A (non identificato), citando episodi arbitrali controversi.                        
Nel settembre 2020 esce Boomerang, il suo primo romanzo, seguito da Si ami chi può a inizio 2025.

## Procedimenti giudiziari
Il 29 marzo 2019, Filippo Roma, come autore di un servizio de Le Iene su presunte irregolarità nel pagamento di una collaboratrice dell'allora senatore Karl Zeller, è stato condannato a Bolzano al pagamento di 60 000 euro (assieme a RTI e Gabriele Paglino), a titolo di risarcimento, per diffamazione aggravata in danno di Zeller. La severità della sentenza, poi confermata integralmente in secondo grado e dalla Corte di Cassazione l'11 luglio 2023, era dovuta anche al fatto che Zeller aveva immediatamente diffidato l'emittente e fornito tramite PEC tutti i documenti necessari a dimostrare l'incorrettezza di contenuti poi trasmessi nella puntata.

## Opere
- Boomerang, Salani Editore, 2020, ISBN 9788831003377
- Si ami chi può, Curcio Editore, 2025, ISBN 9788868687373